# VMOS (phần mềm)
VMOS là một ứng dụng máy ảo trên Android, mà nó có thể chạy một hệ điều hành Android ở dạng hệ điều hành khách. Người dùng có thể tùy chọn chạy máy ảo Android khách dưới dạng hệ điều hành Android đã được Root.  Hệ điều hành Android khách VMOS có quyền truy cập vào Cửa hàng Google Play và các ứng dụng Google khác.  VMOS là máy ảo đầu tiên dành cho Android hỗ trợ các dịch vụ của Google Play và các ứng dụng khác của Google.